# 賈沙拉
賈沙拉（葡萄牙語：Joaquim José da Graça，1825年10月26日－1889年9月25日），第91任澳門總督，是一位葡萄牙政治人物。

## 簡史
1870年，擔任葡屬安哥拉代理總督，此前是由阿穆恩擔任，繼任者是由柯邦迪接任。